# Сура Ат-Тауба
Сура Ат-Тауба (араб. سورة التوبة) або Каяття — дев'ята сура Корану. Мединська сура, що містить 129 аятів.
Ця сура логічно продовжує попередню. У ній розглядається питання: як бути, коли супротивник порушує домовленість? Жоден народ не може дотримуватися домовленості, якщо партнер її свідомо порушує. Одначе встановлюється чотиримісячний термін для розторгнення домовленості, під час якого мусить бути гарантована певна безпека. Окрім того супротивнику завжди мусить бути надана можливість для навернення та возз'єднання з мусульманами. Якщо всі заходи не допоможуть і війна буде невідворотною, вона мусить вестися з максимальною рішучістю.
Сура Ат-Тауба є єдиною у Корані, якій не передують слова «Бісмі лягі аль-Рахмані аль-Рагім» (в ім'я Аллаха, милостивого та милосердного). Вона є однією з останніх проголошених сур. Спочатку було не зрозуміло, чи є вона частиною 8 сури, чи є окремою сурою. Сьогодні вона вважається окремою сурою, та «басмала» перед нею не ставиться.

## Короткий зміст
Угоди з язичниками, що порушили їх умови, розриваються після чотиримісячного випробувального терміну. Доступ язичникам до Заповідної мечеті закривається (1-29).
Люди Писання (юдеї та християни) спотворили настанови Аллаха, та його істина повинна перемогти. Потрібно бути готовим боротися за віру, інакше Аллах обере собі інший народ (30-40).
Викриті лицеміри та їх хитрощі. Покарання для них так само неминуче, як і нагорода для благочестивих (43-72).
Будь-якому злу слід опиратися, доки воно не буде викорінене. Брехня не обмежується віроломством, вона ще й насміхається над добром; слід уникати заздрощів (73-99).
Аллах милостивий до всіх чесних людей, що приносять жертви в ім'я його справи. Він пробачає всім, хто допускає гріх, а пізніше розкається, але не тим, хто навмисне чинить неправду і сіє серед віруючих невір'я та розбрат. Аллах звертає свою милість на тих, хто звертається до нього, навіть якщо вони не виконують своїх обов'язків, або виконують їх не належним чином (100—118).
Віруючі мусять бути справедливими та чесними, виконувати свій обов'язок. Коли умма покидає місце проживання, частинна повинна залишитись, щоб ґрунтовно займатися релігією і наставляти єдиновірців після їх повернення. Кожна сура примножує віру тих, хто вірить, а у хворих серцем множить сумніви (119—129).